# Seznam slovenských oper
Toto je seznam slovenských oper, tj. oper napsaných buď slovenskými skladateli, nebo na slovenská libreta.
Většina údajů pochází ze souhrnných příruček a databází uvedených v oddílech Literatura a Externí odkazy.
| Název opery                                                            | Skladatel                                     | Libretista                                        | Doba vzniku            | První uvedení (datum)                             | První uvedení (místo)                                   | Poznámka               |
| ---------------------------------------------------------------------- | --------------------------------------------- | ------------------------------------------------- | ---------------------- | ------------------------------------------------- | ------------------------------------------------------- | ---------------------- |
| 2'16” a pol: Vesmírna odysea                                           | Marek Piaček                                  |                                                   | 2014                   | 29. dubna 2014                                    | Žilina, S2                                              |                        |
| 66 sezón                                                               | Marek Piaček                                  |                                                   | 2012                   | 26. listopadu 2012                                | Košice, Státní divadlo                                  |                        |
| Aaron Black                                                            | Slavo Solovic                                 | Viiliam Klimáček                                  |                        | 7. listopadu 2003                                 | Bratislava, Divadlo GUnaGU                              |                        |
| Adamove deti                                                           | Juraj Hatrík                                  | Juraj Hatrík                                      | 1973–1974              | –                                                 | –                                                       |                        |
| L'Âge d'or                                                             | Juraj Beneš                                   | Juraj Beneš                                       | 2004                   | –                                                 | –                                                       | francouzsky, fragment  |
| Ako išlo vajce na vandrovku                                            | Miloslav Kořínek                              | Jela Krčméry-Vrteľová                             | 1959                   | 1960                                              | Bratislava, Československý rozhlas                      | dětská opera           |
| Alica v pekle                                                          | Slavo Solovic                                 | Viiliam Klimáček                                  | 2007                   | –                                                 |                                                         |                        |
| Antigoná                                                               | Ján Cikker                                    | Ján Cikker                                        | 1987–1989              | –                                                 | –                                                       | fragment               |
| ANTI-GONÉ                                                              | Viliam Gräffinger                             | Viliam Gräffinger, Peter Maťo                     | 2019                   | 23. března 2019                                   | Žilina, Neologická synagoga                             |                        |
| Apollopera                                                             | Marek Piaček                                  |                                                   | 2013                   | 19. listopadu 2013                                | Bratislava, Malý sál Slovenské filharmonie              |                        |
| Aucassin et Nicolette                                                  | Jozef Gahér                                   | Jozef Gahér                                       | 1981                   | –                                                 | –                                                       |                        |
| Au pair Ōpēr                                                           | Pavel Richter, Bharata Rajnošek, Michal Kořán | Miloš Karásek                                     |                        | 14. září 2003                                     | Bratislava, Koncertní síň Klarisky                      | česky                  |
| Babylon                                                                | Šimon Jurovský                                |                                                   | 1963                   | –                                                 | –                                                       | fragment               |
| Bača                                                                   | Jozef Rosinský                                | Koloman Grman                                     | 1951–1953              | –                                                 | –                                                       |                        |
| Bačovské žarty                                                         | Ladislav Holoubek                             | Ladislav Holoubek                                 | 1975                   | 1980                                              | Košice, Československá televize                         |                        |
| Bašta                                                                  | Alexander Moyzes                              | Peter Karvaš                                      | 1963–1964              | –                                                 | –                                                       | fragment               |
| Bátoryčka                                                              | Ilja Zeljenka                                 | Peter Maťo                                        | 1994                   | 12. října 1996                                    | Banská Bystrica, Státní opera                           |                        |
| Beg Bajazid                                                            | Ján Cikker                                    | Ján Smrek                                         | 1955–1956              | 6. února 1957                                     | Bratislava, Slovenské národní divadlo                   |                        |
| Betlehem                                                               | Víťazoslav Kubička                            | Víťazoslav Kubička, Ján Masaryk                   | 2007                   | 8. prosince 2007                                  | Bratislava, Velké koncertní studio Slovenského rozhlasu |                        |
| Biela nemoc                                                            | Tibor Andrašovan                              | Josef Budský                                      | 1967                   | 28. října 1968                                    | Bratislava, Slovenské národní divadlo                   |                        |
| Bílá smrt                                                              | Miroslav Tóth                                 | Miroslav Tóth                                     | 2019                   | –                                                 | –                                                       | česky                  |
| Bocian a liška                                                         | Tomáš Molčan                                  |                                                   |                        | 26. října 2015                                    | Bratislava                                              |                        |
| Bohom milovaný                                                         | Marián Lejava                                 | Marián Lejava, Zuzana Šajgalíková                 |                        | 13. května 2016                                   | Košice, Státní opera                                    |                        |
| Cirostratus – Opera v Boeingu                                          | Slavo Solovic                                 | Viiliam Klimáček                                  | 2002                   | 25. ledna 2003                                    | Bratislava, Divadlo GUnaGU                              |                        |
| Cisárove nové šaty                                                     | Juraj Beneš                                   | Juraj Beneš                                       | 1965–1966              | 29. března 1969                                   | Bratislava, Slovenské národní divadlo                   |                        |
| Coriolanus                                                             | Ján Cikker                                    | Ján Cikker                                        | 1970–1971              | 4. dubna 1974                                     | Praha, Národní divadlo                                  |                        |
| Čachtická pani                                                         | Miloš Smatek                                  | Quido Maria Vyskočil, Elena Krčmáryová-Smatková   | 1924–1926              | 13. května 1931                                   | Bratislava, Slovenské národní divadlo                   |                        |
| Čalmak                                                                 | Jozef Rosinský                                | Koloman Grman                                     | 1937–1938              | 6. dubna 1940                                     | Bratislava, Slovenské národní divadlo                   |                        |
| Čarovný prsteň                                                         | Margita Grébnerová                            | Margita Grébnerová                                | 1961                   | 1961                                              | Levice, Lidová škola umění                              | dětská opera           |
| Dante Alighieri                                                        | Jozef Gahér                                   | Jozef Gahér                                       | 1992                   | –                                                 | –                                                       |                        |
| Detvan                                                                 | Anton Cíger                                   |                                                   | 1939                   | –                                                 | –                                                       |                        |
| Detvan                                                                 | Viliam Figuš-Bystrý                           | Emil Lukáč                                        | 1922–1926              | 1. dubna 1928                                     | Bratislava, Slovenské národní divadlo                   |                        |
| Dorian Gray                                                            | Ľubica Čekovská                               | Kate Pullingerová                                 | 2009–2010              | 8. listopadu 2013                                 | Bratislava, Slovenské národní divadlo                   | anglicky               |
| Dreváky                                                                | Jaroslav Meier                                | Jaroslav Meier                                    | 1977–1978              | 13. května 1978                                   | Banská Bystrica, Divadlo J. G. Tajovského               |                        |
| Ďumbier a Hoľa                                                         | Ernest Kandera                                | Matej Tasler                                      | 1942                   | –                                                 | –                                                       | dětská opera           |
| Ester                                                                  | Eugen Suchoň                                  |                                                   | 1927                   | –                                                 | –                                                       | fragment               |
| Evanjelium podľa Jána                                                  | Víťazoslav Kubička                            |                                                   | 2010                   | 3. července 2010                                  | Necpaly, evangelický kostel                             |                        |
| Evanjelium podľa Lukáša                                                | Víťazoslav Kubička                            | Víťazoslav Kubička, Ondrej Odokienko              | 2002                   | 21. března 2002                                   | Bratislava, Moyzesova síň                               |                        |
| Evanjelium podľa Marka                                                 | Víťazoslav Kubička                            | Silvia Kaščáková                                  | 2013                   | –                                                 | –                                                       |                        |
| Exulant                                                                | Jozef Rosinský                                | Koloman Grman                                     | 1938–1939              | –                                                 | –                                                       |                        |
| Fabian a Ria (z triptychu Balady o dreve)                              | Juraj Hatrík                                  |                                                   | 2003                   | –                                                 | –                                                       | dětská opera           |
| Figliar Geľo                                                           | Tibor Andrašovan                              | Jela Krčméry-Vrteľová, Martin Ťapák               | 1957                   | 1. března 1958                                    | Bratislava, Slovenské národní divadlo                   |                        |
| François Villon                                                        | Tibor Frešo                                   | Július Gyermek                                    | 1981–1983              | 14. února 1986                                    | Bratislava, Slovenské národní divadlo                   |                        |
| Genesis                                                                | Víťazoslav Kubička                            |                                                   | 2008                   | 14. prosince 2009                                 | Bratislava, Tangere Dance Theatre                       |                        |
| Guinevere                                                              | Dominik Kopcsay                               |                                                   | 2018                   | –                                                 | –                                                       |                        |
| Hájnikova žena                                                         | Tibor Andrašovan                              | Josef Budský                                      | 1972–1973              | 29. srpna 1974                                    | Banská Bystrica, Divadlo J. G. Tajovského               |                        |
| Hájnikova žena                                                         | Narcisa Donátová                              |                                                   | poč. 60. let 20. stol. | –                                                 | –                                                       |                        |
| Hanibal v televízii                                                    | Eugen Suchoň                                  | Peter Karvaš                                      | poč. 70. let 20. stol. | –                                                 | –                                                       | fragment               |
| Haydn večeria s Mozartom                                               | Slavo Solovic                                 | Viiliam Klimáček                                  | 2012                   | 12. března 2016                                   | Bratislava, Komorní studio Slovenského rozhlasu         |                        |
| Herakles                                                               | Ján Zimmer                                    | Ján Zimmer                                        | 1972–1982              | –                                                 | –                                                       |                        |
| Herodes a Herodias                                                     | František Dostalík                            |                                                   | 1927                   | –                                                 | –                                                       | fragment               |
| Hippocampus                                                            | Slavo Solovic                                 | Viiliam Klimáček                                  | 2004                   | března 2004                                       | Londýn (část)                                           |                        |
| Hostias                                                                | Peter Martinček van Grob                      | Jana Martinčeková                                 | 2007–2010              | –                                                 | –                                                       |                        |
| Hostina                                                                | Juraj Beneš                                   | Juraj Beneš                                       | 1978–1980              | 13. dubna 1984                                    | Bratislava, Slovenské národní divadlo                   |                        |
| Hrad prepevný                                                          | Víťazoslav Kubička                            | Víťazoslav Kubička                                | 2016                   | 31. října 2017                                    | Bratislava, Slovenské národní divadlo (koncertní)       |                        |
| Hra o láske a smrti                                                    | Ján Cikker                                    | Ján Cikker                                        | 1967–1968              | 1. srpna 1969                                     | Mnichov, Bavorská státní opera                          |                        |
| Hra štyroch (Jeu-Quatre)                                               | Jozef Gahér                                   | Jozef Gahér                                       | 1979–1980              | –                                                 | –                                                       |                        |
| Hrbatý Petríček (Buckelpeter)                                          | Ján Móry                                      | Gertrúda Kalivodová-Scholzová                     | 1926                   | 1927                                              | Matejovce                                               | dětská opera           |
| Hrdina Revišťa                                                         | Jozef Rosinský                                | Koloman Grman                                     | 1962                   | –                                                 | –                                                       |                        |
| Hudba Ericha Zanna                                                     | Stanislav Pristáš                             |                                                   | 2015                   | 26. října 2015                                    | Bratislava                                              |                        |
| Impresario Dotcom                                                      | Ľubica Čekovská                               | Laura Oliviová                                    | 2015–2020              | 20. srpna 2020                                    | Bregenz                                                 | italsky                |
| Inez                                                                   | Narcisa Donátová                              |                                                   | 1964                   | –                                                 | –                                                       |                        |
| Irasema                                                                | Jozef Gahér                                   | Jozef Gahér                                       | 1975                   | –                                                 | –                                                       |                        |
| Istoriya Sdigr Appr (История Сдыгр Аппр)                               | Anton Steinecker                              | Anton Steinecker                                  | 2000–2004              | –                                                 | –                                                       | rusky                  |
| Izergiľ (z triptychu Žena)                                             | Zdenko Mikula                                 | Zdenko Mikula                                     | 1979–1980              | –                                                 | –                                                       |                        |
| Jakobovi synovia (Jákob fiai)                                          | Alexander Kapp                                | János Scharnbeck                                  | před 1867              | 1867                                              | Trnava, gymnázium                                       | maďarsky               |
| Jakov a Marfa (z triptychu Balady o dreve)                             | Juraj Hatrík                                  |                                                   | 2003                   | –                                                 | –                                                       | dětská opera           |
| Jakub Kray                                                             | Víťazoslav Kubička                            | Nora Baráthová, Víťazoslav Kubička                | 2011                   | 3. července 2012                                  | Kežmarok, Dřevěný artikulární kostel                    |                        |
| Jana Eyrová                                                            | Juraj Filas                                   | Juraj Filas                                       | 2018                   | –                                                 | –                                                       |                        |
| Janko Polienko (z triptychu Balady o dreve)                            | Juraj Hatrík                                  |                                                   | 1976                   | 13. února 1987                                    | Bratislava (koncertní)                                  | dětská opera           |
| Jarmilka                                                               | Jozef Gahér                                   | Ľudmila Krchňavá                                  | 1952                   | –                                                 | –                                                       | dětská opera           |
| Jaroslav a Laura                                                       | Ján Levoslav Bella                            | Václav Pok Poděbradský                            | 1877                   | 1925                                              | Bratislava                                              | česky; fragment        |
| Jedním sníčkom anjelíčkom                                              | Anna Ivaňová (Iványiová)                      |                                                   | 1934                   | 1934                                              | Moravské Lieskové, lidová škola                         | dětská opera           |
| John King                                                              | Daniel Matej                                  |                                                   | 2001                   | 15. prosince 2001                                 | Bratislava, Divadlo Stoka                               |                        |
| Junák (Jánošík)                                                        | Ferdinand Šteller-Šteliar                     | Ferdinand Šteller-Šteliar                         | 1924–1938              | –                                                 | –                                                       |                        |
| Jurkov sen                                                             | Rudolf Országh                                | Norbert Barbiert                                  | 1960                   | 1961                                              | Žarnovica, Lidová škola umění                           | dětská opera           |
| Juro Jánošík                                                           | Ján Cikker                                    | Štefan Hoza                                       | 1950–1953              | 10. listopadu 1954                                | Bratislava, Slovenské národní divadlo                   |                        |
| Kapitán Nálepka                                                        | Šimon Jurovský                                | Mária Rázusová-Martáková                          | poč. 60. let 20. stol. | –                                                 | –                                                       | fragment               |
| Katarína                                                               | Jozef Gahér                                   | Helena Kocoureková-Gahérová                       | 1971                   | –                                                 | –                                                       |                        |
| Keď sa snívajú dobré sníčky                                            | Anton Cíger                                   | Irena Ružičková                                   | 1963                   | –                                                 | –                                                       | dětská opera           |
| Kóma                                                                   | Martin Burlas                                 | Martin Burlas                                     |                        | 24. listopadu 2007                                | Bratislava, Slovenské národní divadlo                   |                        |
| Koňopes (Das Hundepferd)                                               | Ladislav Kupkovič                             | Hans Georg Lenzen                                 | 1987                   | Hannover, Vysoká škola pro hudbu, divadlo a média | dětská opera, německy                                   |                        |
| Kováč Wieland (Wieland der Schmied)                                    | Ján Levoslav Bella                            | Oskar Schlemm                                     | 1880–1890              | 28. dubna 1926                                    | Bratislava, Slovenské národní divadlo                   | německy                |
| Kráľ duchov                                                            | Marek Piaček                                  |                                                   | 2009/2013              | 11. listopadu 2009                                | Bratislava, A4 Nultý priestor                           |                        |
| Kráľ Matiáš a bača                                                     | Eugen Krák                                    | Juraj Hatrík                                      |                        | 16. listopadu 1996                                | Bratislava, Komorní opera                               | dětská opera           |
| Kráľovstvo lesa                                                        | Víťazoslav Kubička                            | Marián Číž                                        | 2012                   | –                                                 | –                                                       |                        |
| Kremnické zlato                                                        | Jozef Kresánek                                | Ján Mila                                          | 1944–1945              | –                                                 | –                                                       | fragment               |
| Krém                                                                   | Igor Bázlik                                   | Tomáš Janovic, Peter Petiška                      | 1983                   | 1983                                              | Bratislava, Československý rozhlas                      |                        |
| Kristov dotyk                                                          | Víťazoslav Kubička                            | Eva Bachletová, Víťazoslav Kubička                | 2007                   | 27. května 2007                                   | Bratislava, Nový evangelický kostel                     |                        |
| Krútňava                                                               | Eugen Suchoň                                  | Eugen Suchoň, Štefan Hoza                         | 1941–1949              | 10. prosince 1949                                 | Bratislava, Slovenské národní divadlo                   |                        |
| Kto kričal?                                                            | Samuel Hvozdík                                |                                                   |                        | 26. října 2015                                    | Bratislava                                              |                        |
| Kvetinárka                                                             | Jozef Rosinský                                | Ladislav Korček                                   |                        | –                                                 | –                                                       |                        |
| Labutia pieseň Diotimy                                                 | Juraj Hatrík                                  |                                                   | 2014                   | –                                                 | –                                                       |                        |
| Lambert                                                                | Jozef Rosinský                                | Ladislav Korček                                   | 1937                   | –                                                 | –                                                       |                        |
| Lampiónová slávnosť                                                    | Július Kowalski                               | Jarko Elen                                        | 1960                   | 1962                                              | Bratislava, Československý rozhlas                      |                        |
| Lavína                                                                 | Jozef Gahér                                   | Jozef Gahér                                       | 1983                   | –                                                 | –                                                       |                        |
| Lazar (z triptychu Apokryfy)                                           | Ľuboš Bernáth                                 | Ľuboš Bernáth                                     | 2018                   | 31. května 2019                                   | Bratislava, konzervatoř                                 |                        |
| Legenda o breze                                                        | Juraj Hatrík                                  |                                                   | 2012–2013              | –                                                 | –                                                       | dětská opera           |
| Lesť rozmyslu                                                          | Marek Piaček, Stano Beňačka                   |                                                   | 2011                   | 11. listopadu 2011                                | Žilina, S2                                              |                        |
| Majster Pavol                                                          | Bartolomej Urbanec                            | Jela Krčméry-Vrteľová, Alexandra Braxatorisová    | 1978–1979              | 25. října 1980                                    | Banská Bystrica, Divadlo J. G. Tajovského               |                        |
| Majstri speváci drakopevci                                             | Igor Dibák                                    | Peter Štilicha                                    | 1992                   | 2. června 2000                                    | Bratislava, Dom kultúry Ružinov                         | dětská opera           |
| Malevich-Malevich / Supremalevich                                      | Marek Piaček                                  |                                                   | 2008                   | 30. listopadu 2008                                | Bratislava                                              |                        |
| Maliar a pes                                                           | Víťazoslav Kubička                            |                                                   | 2014                   | –                                                 | –                                                       |                        |
| Máľka (Maľka)                                                          | Ján Fišer-Kvetoň                              | Ján Fišer-Kvetoň                                  | 1929–1934              | –                                                 | –                                                       | nezvěstné              |
| Malka                                                                  | Jozef Gahér                                   | Ondrej Laciak                                     | 1984                   | 1. března 1987                                    | Bratislava, Československá televize                     |                        |
| Maľka (z triptychu Žena)                                               | Zdenko Mikula                                 | Zdenko Mikula                                     | 1980–1981              | –                                                 | –                                                       |                        |
| Manon Lescaut                                                          | Juraj Pospíšil                                | Vítězslav Nezval                                  | 1993                   | –                                                 | –                                                       |                        |
| Margita a Besná                                                        | Ľuboš Bernáth                                 | Tomáš Surý                                        | 2018                   | 8. května 2019                                    | Bratislava, Vysoká škola múzických umění                |                        |
| Margita a Besná                                                        | Tadeáš Salva                                  | Veronika Vrbková                                  | 1971                   | 24. září 1976                                     | Bratislava, Československá televize                     |                        |
| Martin a slnko                                                         | Tibor Frešo                                   | Alexandra Braxatorisová                           | 1973                   | 18. ledna 1975                                    | Bratislava, Slovenské národní divadlo                   | dětská opera           |
| Marína Havranová                                                       | Víťazoslav Kubička                            | Michal Babiak                                     | 2008                   | 14. prosince 2008                                 | Bratislava, historická budova NR SR                     |                        |
| Martin Luther                                                          | Víťazoslav Kubička                            | Slavomíra Očenášová-Štrbová                       | 2005                   | 22. května 2005                                   | Bratislava, Velký evangelický kostel                    |                        |
| Maska (Die Maske)                                                      | Ladislav Kupkovič                             | E. T. A. Hoffmann                                 | 1986                   | –                                                 | německy                                                 |                        |
| Mataj                                                                  | Jozef Rosinský                                | Vladimír Hurban Vladimirov                        | 1931                   | 20. května 1933                                   | Bratislava, Slovenské národní divadlo                   |                        |
| Matka Niobé                                                            | Vojtech Didi                                  | Mária Glocková                                    |                        | 5. října 2007                                     | Banská Bystrica, Akademie umění                         |                        |
| Matúš Trenčiansky                                                      | Jozef Rosinský                                | Ján Milov                                         | 1934                   | 3. května 1936                                    | Bratislava, Slovenské národní divadlo                   |                        |
| Mechúrik Koščúrik s kamarátmi                                          | Juraj Hatrík                                  | Milan Rúfus                                       | 1980                   | 1984                                              | Bratislava, Československá televize                     | dětská opera           |
| Mechúrik Koščúrik s kamarátmi                                          | Tadeáš Salva                                  | Milan Rúfus                                       | 1983–1984              | –                                                 | –                                                       | dětská opera           |
| Memento                                                                | Peter Martinček van Grob                      | Peter Martinček van Grob                          | 1988                   | 13. října 1988                                    | Bratislava, (koncertní)                                 | scénické oratorium     |
| Memento mori (Rakovina vůle)                                           | Juraj Filas                                   | Petr Skarlant                                     | 1988                   | 21. října 1989                                    | Praha, Československá televize                          | televizní opera, česky |
| Meteor                                                                 | Ján Cikker                                    | Ján Cikker, Peter Karvaš                          | 1966                   | –                                                 | –                                                       | fragment               |
| Mister Scrooge                                                         | Ján Cikker                                    | Ján Cikker                                        | 1958–1959              | 5. října 1963                                     | Kassel, Státní divadlo                                  |                        |
| Mlsáničko (Maškrtka)                                                   | Eugen Suchoň                                  |                                                   | 1927                   | –                                                 | –                                                       | fragment               |
| Mojžiš                                                                 | Víťazoslav Kubička                            |                                                   | 2021                   | –                                                 | –                                                       |                        |
| Monte Christo                                                          | Rudolf Macudzinski                            | Štefan Hoza                                       | 1947–1949              | –                                                 | –                                                       |                        |
| Morské oko                                                             | Ernest Kandera                                | Matej Tasler                                      | 1943                   | 1944                                              | Brezno                                                  | dětská opera           |
| Muž v skafandri                                                        | Miroslav Tóth                                 | Miroslav Tóth                                     |                        | 8. března 2020                                    | Bratislava, A4 Nultý priestor                           |                        |
| Návrat                                                                 | Tibor Andrašovan                              | Jela Krčméry-Vrteľová                             | 1983–1984              | 1984                                              | Bratislava, Československá televize                     |                        |
| Na Zemplíne                                                            | Tibor Andrašovan                              | Juraj Králik                                      | 1984–1985              | 14. listopadu 1986                                | Košice, Státní divadlo                                  |                        |
| Nepolepšiteľný lišiak                                                  | Jozef Gahér                                   | Ľudmila Krchňavá                                  | 1953                   | –                                                 | –                                                       | dětská opera           |
| Neprebudený                                                            | Jozef Grešák                                  | Jozef Grešák                                      | 1951–52, 1970–81       | 10. srpna 1987                                    | Bratislava (koncertní)                                  |                        |
| Netreba toľko slov                                                     | Norbert Bodnár                                | Ján Pavlík                                        |                        | 21. ledna 1996                                    | Košice, Státní opera                                    |                        |
| Nevšedná humoreska                                                     | Oto Ferenczy                                  | Oto Ferenczy                                      | 1967                   | 1968                                              | Bratislava, Československý rozhlas                      |                        |
| Noc před nesmrteľnosťou                                                | Jaroslav Meier                                | Jaroslav Meier                                    | 1974–1975              | prosince 1975                                     | Bratislava, Československá televize                     |                        |
| Obliehanie Bystrice                                                    | Ján Cikker                                    | Ján Cikker                                        | 1979–1981              | 8. října 1983                                     | Bratislava, Slovenské národní divadlo                   |                        |
| Odlomený čas                                                           | Ján Zimmer                                    | Ján Zimmer                                        | 1977                   | –                                                 | –                                                       |                        |
| Oidipus (Kráľ Oidipus)                                                 | Ján Zimmer                                    | Ján Zimmer                                        | 1963                   | června 1970                                       | Bratislava, Československá televize                     |                        |
| Oko za oko                                                             | Miroslav Tóth                                 | Marek Kundlák                                     | 2014                   | 25. ledna 2015                                    | Košice, Kasárne/Kulturpark                              |                        |
| Oľga Janina                                                            | Rudolf Macudzinski                            | Jiří Schwarz                                      | 1976–1977, 1982        | –                                                 | –                                                       |                        |
| Opera Café                                                             | Michal Stahl                                  |                                                   |                        | 26. října 2015                                    | Bratislava                                              |                        |
| O princeznej Solimanskej                                               | Rudolf Országh                                | Alžbeta Šterbová                                  | 1961                   | –                                                 | –                                                       | dětská opera           |
| Palmíra (Pri vodách Babylónie)                                         | Jozef Rosinský                                | Koloman Grman                                     | 1939–1941              | –                                                 | –                                                       |                        |
| Pani úsvitu                                                            | Bartolomej Urbanec                            | Bartolomej Urbanec, Július Gyermek                | 1971–1973              | 7. února 1976                                     | Bratislava, Slovenské národní divadlo                   |                        |
| Pastier a pastierka                                                    | Jozef Gahér                                   | Jozef Gahér                                       | 1987                   | –                                                 | –                                                       |                        |
| Penelope XX                                                            | Jozef Gahér                                   | Helena Kocoureková-Gahérová                       | 1978                   | –                                                 | –                                                       |                        |
| Peter a Lucia                                                          | Miroslav Bázlik                               | Miroslav Horňák                                   | 1962–1966              | 29. dubna 1967                                    | Bratislava, Slovenské národní divadlo                   |                        |
| Pieseň piesní                                                          | Víťazoslav Kubička                            | Ľubomír Feldek                                    | 2012                   | –                                                 | –                                                       |                        |
| Plasticman                                                             | Anton Jaro mladší                             |                                                   |                        | 26. října 2015                                    | Bratislava                                              |                        |
| The Players                                                            | Juraj Beneš                                   | Juraj Beneš                                       | 1994                   | 26. května 2002                                   | Kolín nad Rýnem, Oper Köln                              | anglicky               |
| Plač                                                                   | Tadeáš Salva                                  | Tadeáš Salva                                      | 1976                   | ledna 1980                                        | Bratislava, Československý rozhlas                      |                        |
| Pod rozkvitnutými sakurami                                             | Vladimír Godár                                | Vladimír Godár                                    |                        | 23. května 2008                                   | Banská Bystrica, Státní opera                           |                        |
| Pod zástavou slobody                                                   | Jozef Gahér                                   | Helena Kocoureková-Gahérová                       | 1959–1964              | –                                                 | –                                                       |                        |
| Polepetko                                                              | Igor Bázlik                                   | Ján Štrasser, Peter Stoličný                      | 2003                   | 13. června 2003                                   | Banská Bystrica, Státní opera                           | dětská opera           |
| Posledné dni Veľkej Moravy                                             | Ilja Zeljenka                                 | Peter Maťo                                        | 1996                   | –                                                 | –                                                       |                        |
| Posledný let                                                           | Marek Piaček                                  |                                                   | 2001                   | 14. prosince 2001                                 | Bratislava, Divadlo Stoka                               |                        |
| Prestávka                                                              | Milan Novák                                   | Ján Strasser                                      | 1985                   | 13. června 1986                                   | Košice, Státní divadlo                                  |                        |
| Profesor Mamlock                                                       | Ladislav Holoubek                             | Ladislav Holoubek                                 | 1963–1965              | 21. května 1966                                   | Bratislava, Slovenské národní divadlo                   |                        |
| Prorok Rak                                                             | Igor Dibák                                    | Rudolf Čižmárik                                   | 1993                   | 29. října 2002                                    | Banská Bystrica, Konzervatoř Jána Levoslava Belly       | dětská opera           |
| Prvý vládca (Pribina)                                                  | Jozef Rosinský                                | Koloman Grman                                     | 1938–1957              | –                                                 | –                                                       |                        |
| Radúz a Mahuliena                                                      | František Dostalík                            |                                                   | 1926                   | –                                                 | –                                                       | nezvěstné              |
| Revelation of St. John (Revelation of Jesus Christ)                    | Peter Martinček van Grob                      | Peter Martinček van Grob                          | 1993                   | –                                                 | –                                                       |                        |
| Rhea Silvia                                                            | Miloslav Francisci                            |                                                   | 20. léta 20. stol.     | –                                                 | –                                                       | nezvěstné              |
| Rodina                                                                 | Ladislav Holoubek                             | Ladislav Holoubek                                 | 1956–1959              | 12. listopadu 1960                                | Bratislava, Slovenské národní divadlo                   |                        |
| Rozprávka pri praslici (Detvanček a Hopsasa)                           | Július Kowalski                               | Ľudomír Zeljenka-Detvan                           | 1954                   | 12. listopadu 1954                                | Ústí nad Labem, Divadlo Zdeňka Nejedlého                |                        |
| Rozprávka o šťastnom konci                                             | Peter Zagar                                   | Daniel Hevier                                     | 2019                   | 27. dubna 2019                                    | Bratislava, Slovenské národní divadlo                   | dětská opera           |
| Rozsudok                                                               | Ján Cikker                                    | Ján Cikker                                        | 1976–1978              | 6. října 1979                                     | Bratislava, Slovenské národní divadlo                   |                        |
| Rumunskí komedianti                                                    | Jozef Rosinský                                | Anton Košík                                       | 1927                   | 1928                                              | Šaštín, konvent salesiánů                               |                        |
| Ružové kráľovstvo                                                      | Martin Burlas                                 | Jozef Slovák                                      | 1986                   | –                                                 | dětská opera                                            |                        |
| Ružové kráľovstvo                                                      | Vladislav Šarišský                            | Jozef Slovák                                      | 2018                   | 19. října 2018                                    | Banská Bystrica, Státní opera                           | dětská opera           |
| Scénické variácie na motívy Rómea a Júlie (Metamorfózy života a smrti) | Jozef Gahér                                   | Jozef Gahér                                       | 1975                   | –                                                 | –                                                       |                        |
| Sedem smrtelných hriechov                                              | Juraj Hatrík                                  | Juraj Hatrík                                      | 1972                   | –                                                 | –                                                       |                        |
| Sen v lese (Ako sen Fera napravil)                                     | Jozef Gahér                                   | Ľudmila Krchňavá                                  | 1956                   | 1964                                              | Topoľčany, Lidová škola umění                           | dětská opera           |
| Silvester                                                              | Igor Dibák                                    | Igor Dibák, Peter Štrelinger                      | 1986                   | 30. prosince 1988                                 | Košice, Československá televize                         |                        |
| Skamenený                                                              | Juraj Beneš                                   | Juraj Beneš                                       | 1974                   | 18. února 1978                                    | Bratislava, Vysoká škola múzických umění                |                        |
| Skriňa                                                                 | Rudolf Geri                                   | Blažena Hončarivová, Milan Ježík                  |                        | 8. ledna 1987                                     | Bratislava, Vysoká škola múzických umění                |                        |
| Slepí                                                                  | Mojmír Hanák                                  |                                                   | 1998–2003              | –                                                 | –                                                       |                        |
| Smrť lásky                                                             | Jozef Rosinský                                | Ján Milov                                         | 1936–1937              | –                                                 | –                                                       |                        |
| Smrť v kuchyni                                                         | Ľubomír Burgr                                 |                                                   | 2000                   | 17. prosince 2000                                 | Bratislava, Divadlo Stoka                               |                        |
| Som tvoj priateľ                                                       | Víťazoslav Kubička                            |                                                   | 2000                   | –                                                 | –                                                       | dětská opera           |
| Spoveď dona Juana                                                      | Gerhard Auer                                  | Blažena Hončarivová                               | 1983                   | 20. prosince 1983                                 | Bratislava, Vysoká škola múzických umění                |                        |
| S Rozárkou                                                             | Jozef Grešák                                  | Jozef Grešák                                      | 1970–1973              | –                                                 | –                                                       |                        |
| Starosti dezertéra (z triptychu Inter arma)                            | Juraj Pospíšil                                | Juraj Pospíšil                                    | 1969–1970              | –                                                 | –                                                       |                        |
| Statočný cínový vojáčik                                                | Juraj Hatrík                                  | Juraj Hatrík                                      | 1993–1994              | 16. listopadu 1996                                | Bratislava, Komorní opera                               | dětská opera           |
| Stella                                                                 | Ladislav Holoubek                             | Ladislav Holoubek, Alica Páričková                | 1937–1938              | 18. března 1939                                   | Bratislava, Slovenské národní divadlo                   |                        |
| Stratený nadporučík (z triptychu Inter arma)                           | Juraj Pospíšil                                | Juraj Pospíšil                                    | 1969–1970              | –                                                 | –                                                       |                        |
| Stručné dejiny vesmíru                                                 | Marek Piaček                                  |                                                   | 2014–2015              | 14. března 2015                                   | Bratislava, Slovenský rozhlas                           |                        |
| Svätá noc (z triptychu Apokryfy)                                       | Ľuboš Bernáth                                 | Ľuboš Bernáth                                     | 2018                   | 31. května 2019                                   | Bratislava, konzervatoř                                 |                        |
| Svätopluk                                                              | Alexander Moyzes                              | Alexander Moyzes, Ľudomír Zúbok                   | 1935                   | 19. května 1935                                   | Bratislava, Československý rozhlas                      |                        |
| Svätopluk                                                              | Eugen Suchoň                                  | Eugen Suchoň, Ivan Stodola, Jela Krčméry-Vrteľová | 1952–1959              | 10. března 1960                                   | Bratislava, Slovenské národní divadlo                   |                        |
| Svietnik                                                               | Igor Dibák                                    | Igor Dibák                                        | 1975–1976              | 12. června 1977                                   | Bratislava, Slovenské národní divadlo                   |                        |
| Svitanie                                                               | Ladislav Holoubek                             | Jarko Elen                                        | 1939–1940              | 12. března 1941                                   | Bratislava, Slovenské národní divadlo                   |                        |
| Šach a Šachrazád                                                       | Tibor Andrašovan                              | Tibor Andrašovan                                  | 1991                   | –                                                 | –                                                       |                        |
| Šavol                                                                  | Víťazoslav Kubička                            | Teodor Križka                                     | 2007                   | 5. července 2009                                  | Nitra, Divadlo Andreje Bajgara                          |                        |
| Šípková Ruženka                                                        | Margita Grébnerová                            | Margita Grébnerová                                | 1963                   | 1963                                              | Levice, Lidová škola umění                              | dětská opera           |
| Šťastný princ                                                          | Juraj Hatrík                                  | Juraj Hatrík                                      | 1977–1978              | 14. července 1981                                 | Piešťany (koncertní)                                    |                        |
| Tajomný kľúč                                                           | Milan Dubovský                                | Jela Krčméry-Vrteľová                             |                        | 15. prosince 2000                                 | Bratislava, Slovenské národní divadlo                   | dětská opera           |
| Take it your own way                                                   | Lenka Novosedlíková                           |                                                   |                        | 26. října 2015                                    | Bratislava                                              |                        |
| Tanec nad plačom                                                       | Bartolomej Urbanec                            | Július Gyermek                                    | 1976–1977              | 26. května 1979                                   | Bratislava, Slovenské národní divadlo                   |                        |
| Tatiana (z triptychu Žena)                                             | Zdenko Mikula                                 | Zdenko Mikula                                     | 1981–1981              | –                                                 | –                                                       |                        |
| Tartuffe                                                               | Norbert Bodnár                                | Ján Pavlík                                        | 1996                   | 29. listopadu 2018                                | Košice (koncertní)                                      |                        |
| Tête-à-tête                                                            | Ľubomír Burgr                                 |                                                   | 2002                   | –                                                 | –                                                       |                        |
| Traja kohúti                                                           | Milan Dubovský                                | Miroslav Horňák                                   | 1984                   | –                                                 | –                                                       |                        |
| Trojruža                                                               | Ladislav Kupkovič                             | Jela Krčméry-Vrteľová                             |                        | Bratislava, Slovenské národní divadlo             | dětská opera                                            |                        |
| Túžba                                                                  | Ladislav Holoubek                             | Ferdinand Gabaj                                   | 1943–1944              | 12. února 1944                                    | Bratislava, Slovenské národní divadlo                   |                        |
| Tyč                                                                    | Miroslav Tóth                                 | Miroslav Tóth                                     |                        | 28. června 2016                                   | Žilina, festival Kiosk                                  |                        |
| U Božích muk (Boží muka)                                               | Stanislav Suda                                | Karel Želenský                                    | 1895–1896              | 22. března 1897                                   | Plzeň, Městské divadlo                                  |                        |
| Udatný kráľ                                                            | Alexander Moyzes                              | Alexander Moyzes                                  | 1965–1966              | 5. listopadu 1967                                 | Bratislava, Slovenské národní divadlo                   |                        |
| Údel                                                                   | Martin Burlas                                 | Martin Burlas                                     |                        | 17. prosince 2000                                 | Bratislava, Divadlo Stoka                               |                        |
| Ukrižovanie (z triptychu Apokryfy)                                     | Ľuboš Bernáth                                 | Ľuboš Bernáth                                     | 2018                   | 31. května 2019                                   | Bratislava, konzervatoř                                 |                        |
| Veľká doktorská rozprávka                                              | Milan Dubovský                                | Jela Krčméry-Vrteľová                             | 1992                   | 21. března 1992                                   | Bratislava, Slovenské národní divadlo                   | dětská opera           |
| Velúrove sako                                                          | Bartolomej Urbanec                            | Koloman Čillík                                    | 1979–1983              | –                                                 | –                                                       | nedokončeno            |
| Vilín                                                                  | Frico Kafenda                                 | Svetozár Hurban-Vajanský                          | 1913–1914              | –                                                 | –                                                       | fragment               |
| Vittoria Colonna                                                       | Víťazoslav Kubička                            |                                                   | 2021                   | –                                                 | –                                                       |                        |
| Vrabček Mojček                                                         | Tibor Andrašovan                              | Jaroslav Rezník                                   | 1991                   | –                                                 | –                                                       |                        |
| Vrabčiaci (Čim-čim)                                                    | Jaroslav Meier                                | Jela Krčméry-Vrteľová                             | 1980                   | 1982                                              | Bratislava, Československá televize                     |                        |
| Vyberači vtáčich hniezd                                                | Jozef Rosinský                                | Koloman Grman                                     | 1935/1943              | –                                                 | –                                                       | dětská opera           |
| Výstraha z El Amarny                                                   | Rudolf Macudzinski                            | Jiří Schwarz                                      | 1974–1975              | –                                                 | –                                                       |                        |
| V zajatí piadimužíkov                                                  | Kamil Buzek                                   |                                                   | 1923                   | –                                                 | –                                                       | dětská opera           |
| V zajatí trpaslíkov                                                    | Mikuláš Schneider-Trnavský                    |                                                   | 1923                   | 1923                                              | Trnava, římskokatolická škola                           | dětská opera           |
| Vzbura (z triptychu Inter arma)                                        | Juraj Pospíšil                                | Juraj Pospíšil                                    | 1969–1970              | –                                                 | –                                                       |                        |
| Vzkriesenie                                                            | Ján Cikker                                    | Ján Cikker                                        | 1960–1961              | 18. května 1962                                   | Praha, Národní divadlo                                  |                        |
| Záhada tyče                                                            | Miroslav Tóth                                 | Miroslav Tóth                                     |                        | 19. dubna 2017                                    | Košice, Tabačka                                         |                        |
| Zázračná masážna tyč pre úradníkov vo verejných inštitúciach           | Miroslav Tóth                                 | Miroslav Tóth                                     |                        | 19. prosince 2013                                 | Arnhem, Motel Spatie                                    |                        |
| Zbojníci                                                               | Marek Piaček                                  |                                                   | 2007                   | 30. listopadu 2007                                | Prešov                                                  |                        |
| Zlatovláska                                                            | Ján Móry                                      | Otto Rosenauer                                    | 1943                   | –                                                 | –                                                       | dětská opera           |
| Zlatulienka (Príchod Slovákov)                                         | Jozef Grešák                                  | Jozef Grešák                                      | 1925–1926              | –                                                 | –                                                       | nezvěstné              |
| Znovuzrodenie                                                          | Víťazoslav Kubička                            | Víťazoslav Kubička                                | 2003                   | 22. února 2004                                    | Bratislava, kostel sv. Vincenta de Paul                 |                        |
| Zo života hmyzu                                                        | Ján Cikker                                    | Ján Cikker                                        | 1983–1986              | 21. února 1987                                    | Bratislava, Slovenské národní divadlo                   |                        |
| Zub za zub                                                             | Miroslav Tóth                                 | Marek Kundlák                                     |                        | 25. června 2013                                   | Banská Štiavnica                                        |                        |
| Zuzanka Hraškovie                                                      | Jozef Grešák                                  | Jozef Grešák                                      | 1972–1973              | 16. ledna 1975                                    | Bratislava (koncertní)                                  |                        |
| Železná riava                                                          | Milan Dubovský                                | Miroslav Horňák                                   | 1988                   | –                                                 | –                                                       |                        |